# Grand Prix Brazílie 1996
Grand Prix Brazílie 1996 (XXV Grande Pręmio do Brasil), 2. závod 47. ročníku mistrovství světa jezdců Formule 1 a 38. ročníku poháru konstruktérů, historicky již 583. grand prix, se již tradičně odehrála na okruhu Interlagos.

## Výsledky

### Kvalifikace
| Pořadí | Číslo | Jezdec                | Konstruktér        | Čas      | Odstup |
| ------ | ----- | --------------------- | ------------------ | -------- | ------ |
| 1      | 5     | Damon Hill            | Williams-Renault   | 1:18.111 |        |
| 2      | 11    | Rubens Barrichello    | Jordan-Peugeot     | 1:19.092 | +0.981 |
| 3      | 6     | Jacques Villeneuve    | Williams-Renault   | 1:19.254 | +1.143 |
| 4      | 1     | Michael Schumacher    | Ferrari            | 1:19.474 | +1.363 |
| 5      | 3     | Jean Alesi            | Benetton-Renault   | 1:19.484 | +1.373 |
| 6      | 12    | Martin Brundle        | Jordan-Peugeot     | 1:19.519 | +1.408 |
| 7      | 7     | Mika Häkkinen         | McLaren-Mercedes   | 1:19.607 | +1.496 |
| 8      | 4     | Gerhard Berger        | Benetton-Renault   | 1:19.762 | +1.651 |
| 9      | 15    | Heinz-Harald Frentzen | Sauber-Ford        | 1:19.799 | +1.688 |
| 10     | 2     | Eddie Irvine          | Ferrari            | 1:19.951 | +1.840 |
| 11     | 19    | Mika Salo             | Tyrrell-Yamaha     | 1:20.000 | +1.889 |
| 12     | 14    | Johnny Herbert        | Sauber-Ford        | 1:20.144 | +2.033 |
| 13     | 17    | Jos Verstappen        | Footwork-Hart      | 1:20.157 | +2.046 |
| 14     | 8     | David Coulthard       | McLaren-Mercedes   | 1:20.167 | +2.056 |
| 15     | 9     | Olivier Panis         | Ligier-Mugen-Honda | 1:20.426 | +2.315 |
| 16     | 18    | Ukjó Katajama         | Tyrrell-Yamaha     | 1:20.427 | +2.316 |
| 17     | 16    | Ricardo Rosset        | Footwork-Hart      | 1:20.440 | +2.329 |
| 18     | 20    | Pedro Lamy            | Minardi-Ford       | 1:21.491 | +3.380 |
| 19     | 22    | Luca Badoer           | Forti-Ford         | 1:23.174 | +5.063 |
| 20     | 23    | Andrea Montermini     | Forti-Ford         | 1:23.454 | +5.343 |
| 21     | 21    | Tarso Marques         | Minardi-Ford       | Bez času |        |
| 22     | 10    | Pedro Diniz           | Ligier-Mugen-Honda | Bez času |        |

### Závod
| Pořadí | Číslo | Jezdec                | Konstruktér        | Kola | Čas/odstoupení | Start | Body |
| ------ | ----- | --------------------- | ------------------ | ---- | -------------- | ----- | ---- |
| 1      | 5     | Damon Hill            | Williams-Renault   | 71   | 1:49:52.976    | 1     | 10   |
| 2      | 3     | Jean Alesi            | Benetton-Renault   | 71   | +17.982        | 5     | 6    |
| 3      | 1     | Michael Schumacher    | Ferrari            | 70   | +1 kolo        | 4     | 4    |
| 4      | 7     | Mika Häkkinen         | McLaren-Mercedes   | 70   | +1 kolo        | 7     | 3    |
| 5      | 19    | Mika Salo             | Tyrrell-Yamaha     | 70   | +1 kolo        | 11    | 2    |
| 6      | 9     | Olivier Panis         | Ligier-Mugen-Honda | 70   | +1 kolo        | 15    | 1    |
| 7      | 2     | Eddie Irvine          | Ferrari            | 70   | +1 kolo        | 10    |      |
| 8      | 10    | Pedro Diniz           | Ligier-Mugen-Honda | 69   | +2 kola        | 22    |      |
| 9      | 18    | Ukjó Katajama         | Tyrrell-Yamaha     | 69   | +2 kola        | 16    |      |
| 10     | 20    | Pedro Lamy            | Minardi-Ford       | 68   | +3 kola        | 18    |      |
| 11     | 22    | Luca Badoer           | Forti-Ford         | 67   | +4 kola        | 19    |      |
| 12     | 12    | Martin Brundle        | Jordan-Peugeot     | 64   | Vyjetí z trati | 6     |      |
| Ret    | 11    | Rubens Barrichello    | Jordan-Peugeot     | 59   | Vyjetí z trati | 2     |      |
| Ret    | 15    | Heinz-Harald Frentzen | Sauber-Ford        | 36   | Motor          | 9     |      |
| Ret    | 8     | David Coulthard       | McLaren-Mercedes   | 29   | Vyjetí z trati | 14    |      |
| Ret    | 14    | Johnny Herbert        | Sauber-Ford        | 28   | Motor          | 12    |      |
| Ret    | 6     | Jacques Villeneuve    | Williams-Renault   | 26   | Vyjetí z trati | 3     |      |
| Ret    | 4     | Gerhard Berger        | Benetton-Renault   | 26   | Hydraulika     | 8     |      |
| Ret    | 23    | Andrea Montermini     | Forti-Ford         | 26   | Vyjetí z tratě | 20    |      |
| Ret    | 16    | Ricardo Rosset        | Footwork-Hart      | 24   | Vyjetí z tratě | 17    |      |
| Ret    | 17    | Jos Verstappen        | Footwork-Hart      | 19   | Motor          | 13    |      |
| Ret    | 21    | Tarso Marques         | Minardi-Ford       | 0    | Vyjetí z tratě | 21    |      |

## Průběžné pořadí šampionátu
Pohár jezdců
| Pořadí | Jezdec             | Body |
| ------ | ------------------ | ---- |
| 1      | Damon Hill         | 20   |
| 2      | Jean Alesi         | 6    |
| 3      | Jacques Villeneuve | 6    |
| 4      | Mika Häkkinen      | 5    |
| 5      | Michael Schumacher | 4    |

Pohár konstruktérů
| Pořadí | Konstruktér      | Body |
| ------ | ---------------- | ---- |
| 1      | Williams-Renault | 26   |
| 2      | Benetton-Renault | 9    |
| 3      | Ferrari          | 8    |
| 4      | McLaren-Mercedes | 5    |
| 5      | Tyrrell-Yamaha   | 3    |